# Oči tvoje govore
Oči tvoje govore šesti je album pjevačice Nede Ukraden izdan 1984. godine za zagrebačku diskografsku kuću Jugoton (današnja Croatia Records).

## Popis pjesama
- 1. Oči tvoje govore (3:05)

(Tekst - J. Stojaković, Aranžman - Rajko Dujmić, Glazba - Rajko Dujmić)
- 2. Grijem ti ruke (3:31)

(Tekst - D. Vanić, Aranžman - Rajko Dujmić, Glazba - Đorđe Novković)
- 3. Nisam nikom pričala o tebi(3:51)

(Tekst - M. Mihaljević, Aranžman - Rajko Dujmić, Glazba - Rajko Dujmić)
- 4. Zaplešimo (3:10)

(Tekst - M. Mihaljević, Aranžman - Rajko Dujmić, Glazba - Rajko Dujmić)
- 5. Zašto tvoj telefon šuti (3:23)

(Tekst - D. Vanić, Aranžman - Rajko Dujmić, Glazba - Đorđe Novković)
- 6. Ipak te volim (3:43)

(Tekst - D. Vanić, Aranžman - Rajko Dujmić, Glazba - Đorđe Novković)
- 7. Sve me na tebe sjeća (3:15)

(Tekst - K. Naglov - Šoškić, Aranžman - Rajko Dujmić, Glazba - Rajko Dujmić)
- 8. Kradeš mi snove (3:05)

(Tekst - D. Vanić, Aranžman - Rajko Dujmić, Glazba - Đorđe Novković)
- 9. O moj Ivane (3:55)

(Tekst - D. Maričić, Aranžman - Rajko Dujmić, Glazba - Đorđe Novković)
- 10. Nije mi žao (3:05)

(Tekst - M. Mihaljević, Aranžman - Rajko Dujmić, Glazba - Rajko Dujmić)

## O albumu
Album "Oči tvoje govore" izdan je 1984. godine i prodan je u preko 250.000 primjeraka. Na albumu su radila najveća imena ondašnje, jugoslavenske glazbene scene. Od pjesama, osim naslovne koja se našla ponovno na kompliaciji hitova iz 2010. godine Radujte se prijatelji u live obliku, ističu se još i Zašto tvoj telefon šuti koja je i danas rado slušana, te Sve me na tebe sjeća. 

## Vanjske poveznice
- Album "Oči tvoje govore" na www.discogs.com